# Kyselina 2,3-bisfosfoglycerová
Kyselina 2,3-bisfosfoglycerová, označovaná také jako 2,3-bisfosfoglycerát), zkráceně 2,3-BPG, je tříuhlíkatá karboxylová kyselina, izomer kyseliny 1,3-bisfosfoglycerové (1,3-BPG), která je meziproduktem glykolýzy.
D-2,3-BPG se nachází v lidských červených krvinkách, průměrně v koncentracích kolem 5 mmol/l. Snadněji se váže na deoxygenovaný hemoglobin než na oxygenovaný, což je způsobeno rozdílnými konformacemi: 2,3-BPG má molekulu o velikosti přibližně 0,9 nm a vazebné místo deoxygenovaného hemoglobinu je asi 1,1 nm velké, zatímco u oxygenaovaného má jen 0,5 nm. Tato kyselina interaguje s beta podjednotkami deoxygenovaného hemoglobinu, snižuje afinitu kyslíku a alostericky spouští uvolňování zbývajícího kyslíku vázaného na hemoglobin; usnadňuje tak uvolňování kyslíku z červených krvinek v blízkosti tkání, které jej nejvíce potřebují. 2,3-BPG je tedy alosterickým efektorem.
Funkci kyseliny 2,3-bisfosfoglycerové objevili Reinhold Benesch a Ruth Benesch v roce 1967.

## Metabolismus
2,3-BPG se vytváří z 1,3-BPG působením enzymu bisfosfoglycerátmutázy. Může být štěpena bisfosfoglycerátfosfatázou na kyselinu 3-fosfoglycerovou. Tvorba a štěpení této kyseliny jsou součástmi glykolýzy, kde za spotřeby jednoho ATP na molekulu 2,3-BPG vzniká vysokoenergetická vazba ve smíšeném anhydridu karboxylové kyseliny s kyselinou fosforečnou, štěpená bisfposfoglycerátmutázou.
V glykolýze se vytvoří 1,3-BPG, která může být defosforylována fosfoglycerátkinázou za tvorby ATP, případně vstoupit do Lueberingovy-Rapoportovy dráhy, kde bisfosfoglycerátmutáza katalyzuje přenos fosforylové skupiny z C1 na C2 molekuly 1,3-BPG, čímž vzniká 2,3-BPG. 2,3-BPG, nejvíce koncentrovaný organofosfát v červených krvinkách, se mění 3-PG prostřednictvím bisfosfoglycerátfosfatázy. Koncentrace 2,3-BPG se mění úměrně ke koncentraci H+.
Existuje rovnováha mezi tvorbou ATP jako zdroje energie pro buněčný metabolismus a potřebou udržování správného oxygenačně-deoxygenačního stavu hemoglobinu. Její udržování zajišťuje izomerizace 1,3-BPG na 2,3-BPG, zvyšující míru deoxygenace hemoglobinu.

## Vliv navazování

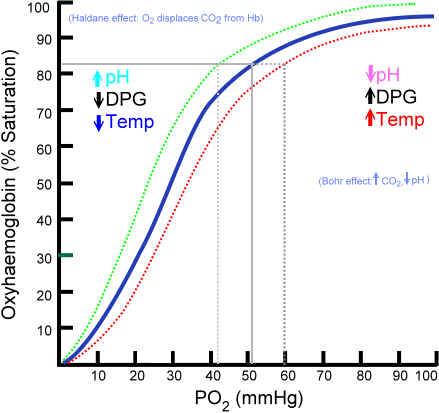
Disociační křivka oxyhemoglobinu

Když se 2,3-BPG naváže na deoxyhemoglobin, tak stabilizuje stav s nízkou afinitou kyslíku (T stav). Molekula se zapadne do dutiny deoxykonformace, kde využije molekulovou symetrii a kladný náboj a vytvoří solné můstky s lysinem a histidinem v beta podjednotkách hemoglobinu. R stav, s kyslíkem navázaným na hem, má odlišnou konformaci a uvedenou interakci neumožňuje.
Hemoglobin má sigmoidovitou kinetiku. Při selektivním navazování na deoxyhemoglobin 2,3-BPG stabilizuje T stav, čímž znesnadňuje navazování kyslíku, který se tak lépe uvolňuje do tkání. 2,3-BPG takto brání hypoxii za podmínek, kdy je nejpravděpodobnější. Podmínky způsobující nízkou koncentraci kyslíku, jako je například vysoká nadmořská výška (množství 2,3-BPG je vyšší u lidí přizpůsobeným větším výškám), zúžení dýchacích cest nebo srdeční selhání vyvolávají tvorbu více 2,3-BPG, protože změny pH a koncentrace kyslíku působí na enzymy, které je vytvářejí a rozkládají.. Toto uvolňování kyslíku podporuje Bohrův efekt, kdy afinitu hemoglobinu ke kyslíku snižuje také nižší pH a vysoké koncentrace oxidu uhličitého. Ve tkáních s vysokými nároky na energii se kyslík spotřebovává rychle, čímž se zvyšují koncentrace H+ a CO2. Bohrův efekt způsobuje, že hemoglobin vypouští více kyslíku, než kolik příslušné buňky potřebují. Oproti tomuto nemá 2,3-BPG žádný vliv na myoglobin.
U těhotných žen jsou koncentrace 2,3-BPG v mezibuněčné hmotě o 30 % vyšší, čímž se snižuje afinita mateřského hemoglobinu ke kyslíku a tak se dostává více kyslíku k plodu. Plod má také nízkou citlivost na 2,3-BPG, takže jeho hemoglobin vykazuje vyšší afinitu ke kyslíku.

## Nemoci spojené s 2,3-BPG

### Hypertyreóza
Ve studii z roku 2004 byl zkoumán vliv hormonů štítné žlázy na hladiny 2,3-BPG. Zjistilo se, že hypertyreóza ovlivňuje obsah 2,3-BPG v červených krvinkách změnami v expresi fosfoglycerátmutázy a 2,3-BPGsyntázy. Nárůst koncentrace 2,3-BPG v červených krvinkách při hypertyreóze nezávisel na množství hemoglobinu v krevním oběhu, ale objevila se přímá souvislost mezi stimulačními účinky hormonů štítné žlázy a glykolytickou aktivitou červených krvinek.

### Chronická chudokrevnost
U pacientů s chronickou chudokrevností mohou červené krvinky za jednu až dvě hodiny až zpětinásobit vnitrobuněčnou koncentraci 2,3-BPG, když je schopnost krve přenášet kyslík omezená. Tímto se proměňuje disociační křivka a do tkání se dostává více kyslíku.

### Chronické respirační nemoci spojené s hypoxií
Byly nalezeny souvislosti mezi nízkými úrovněmi 2,3-BPG a vysokohorským otokem plic.
|   |                                               | n   | Hb (g/dl)  | 2,3-BPG (mmol/l) |
| - | --------------------------------------------- | --- | ---------- | ---------------- |
| 1 | Normální stav                                 | 120 | 14,2 ± 1,6 | 4,54 ± 0,57      |
| 2 | Hyperthyreóza                                 | 35  | 13,7 ± 1,4 | 5,66 ± 0,69      |
| 3 | Chudokrevnost z nedostatku železa             | 40  | 10,0 ± 1,7 | 5,79 ± 1,02      |
| 4 | Chronické respirační nemoci spojené s hypoxií | 47  | 16,4 ± 2,2 | 5,29 ± 1,13      |

## Hemodialýza
Ve studii z roku 1998 byla analyzována koncentrace 2,3-BPG v červených krvinkách během hemodialýzy; uváděny byly vzhledem ke koncentraci tetrameru hemoglobinu (Hb4) jako poměr 2,3-BPG/Hb4. Byl očekáván nárůst koncentrace 2,3-BPG, související s hypoxií, často se vyskytující při těchto procesech, poměr 2,3-BPG/Hb4 se ale snižoval. Příčinou bylo mechanické působení na červené krvinky, ze kterých se uvolňoval 2,3-BPG, jenž byl následně odstraňován hemodialýzou. Koncentrace vápníku, fosforečnanů, kreatininu, močoviny a albuminu neměly významné souvislosti s poměrem 2,3-BPG/Hb4. Hodnota tohoto poměru těsně před začátkem dialýzy ovšem vykazovala kladnou korelaci s celkovou týdenní dávkou erythropoetinu (hormonu účastnícího se tvorby červených krvinek) podávaného pacientům.